# Copa América 2013 (regata)

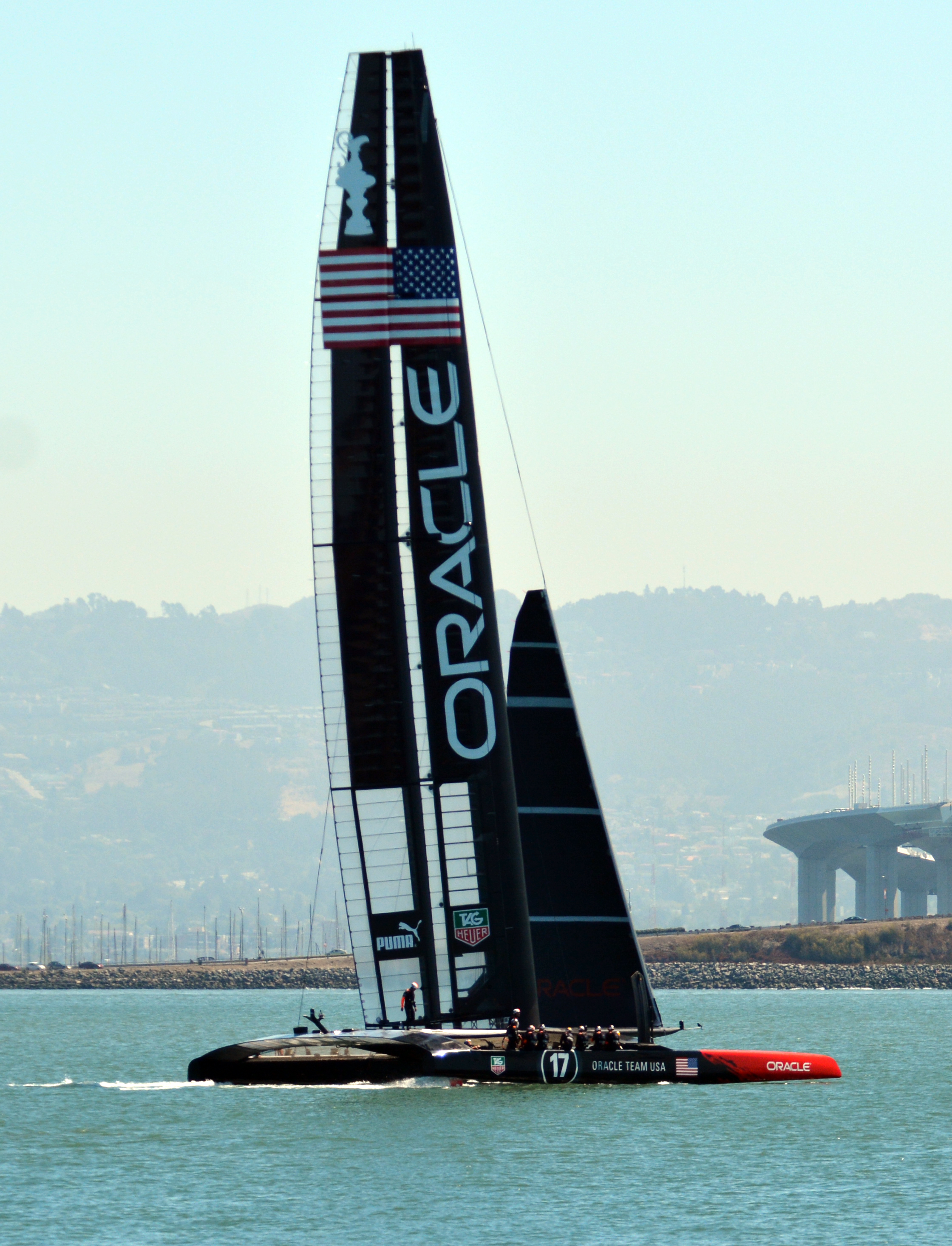
El yate defensor, "Oracle Team USA 17", del equipo Oracle Team USA.

La Copa América 2013 fue la edición número 34 de la Copa América de Vela. Se disputó en San Francisco (California) entre multicascos de 72 pies de eslora de la clase AC72. El Club de Yates Golden Gate (GGYC), vencedor de la edición anterior, defendió con éxito la Copa con el yate Oracle Team USA 17 del equipo Oracle Team USA, patroneado por James Spithill, ante el yate Team New Zealand Aotearoa del equipo Team New Zealand, patroneado por Dean Barker, que representó al club retador ganador de la Copa Louis Vuitton, el Real Escuadrón de Yates de Nueva Zelanda (RNZYS).

## Calendario
- 31 de agosto de 2010. Se emite el protocolo de la edición número 34 de la Copa América.
- 30 de septiembre de 2010. Se publican las reglas para los diseños.
- 31 de diciembre de 2010. Se publica el anuncio de regata y las instrucciones de regata.
- 31 de diciembre de 2010. Se decide la sede de la competición, que será San Francisco (California).[1]
- Del 1 de noviembre de 2010 al 31 de marzo de 2011 se permite el registro de retadores a la Copa.
- Del 4 de julio al 30 de agosto de 2013 se disputa la Copa Louis Vuitton para elegir retador.
- En septiembre de 2013 se disputa la Copa América.

## America's Cup World Series
Antes de empezar la competición y para animar su inicio y servir de entrenamiento a los equipos, se programaron una serie de regatas denominadas America's Cup World Series. Para estas regatas, en vez de utilizar los costosos yates de la clase AC72, se navegó en otra clase similar pero de solamente 45 pies, la clase AC45. El calendario de esta serie de regatas fue el siguiente:
- 6–14 de agosto de 2011 en Cascaes, Portugal
- 10–18 de septiembre de 2011 en Plymouth, Reino Unido
- 12–20 de noviembre de 2011 en San Diego, Estados Unidos
- 11–15 de abril de 2012 en Nápoles, Italia
- 15–20 de mayo de 2012 en Venecia, Italia
- 26 de junio-1 de julio de 2012 en Newport, Estados Unidos

## Participantes

### Defensor
No hubo Defender Selection Series, ya que el equipo Oracle Team USA fue el único equipo que eligió el club defensor, el Club de Yates Golden Gate (GGYC), para competir.
| Equipo          | Club                      | Pabellón       |
| --------------- | ------------------------- | -------------- |
| Oracle Team USA | Club de Yates Golden Gate | Estados Unidos |

### Retadores
En un principio se inscribieron nueve clubes dentro del plazo previsto, pero el 12 de mayo de 2011 el Challenger of Record, el Club Náutico de Roma, anunció que renunciaba a participar y retiró a su equipo, el Mascalzone Latino, pasando el Kungliga Svenska Segelsällskapet a ser el nuevo Challenger of Record. Otros clubes que retiraron sus equipos fueron el italiano Club Canottieri Roggero di Lauria (Venezia Challenge), el francés Aleph Yacht Club (ALEPH-EQUIPE DE FRANCE), el español Real Club Náutico de Valencia (Green Comm Racing), el chino Meĭ Fań Yacht Club (China Team), el francés Club de Yates de Francia (Energy Team), y el coreano Sail Korea Yacht Club. Por otro lado, el 2 de noviembre de 2011 se aceptó la incorporación de un nuevo club, el Círculo de Vela Sicilia, que compitió con el equipo Luna Rossa Challenge 2013. El cuadro de participantes fue el siguiente:
| Equipo                    | Club                                     | Pabellón      | Status                          |
| ------------------------- | ---------------------------------------- | ------------- | ------------------------------- |
| Mascalzone Latino         | Club Náutico de Roma                     | Italia        | Renuncia el 12 de mayo de 2011  |
| Venezia Challenge         | Club Canottieri Roggero di Lauria        | Italia        | Renuncia el 24 de julio de 2011 |
| ALEPH-EQUIPE DE FRANCE    | Aleph Yacht Club                         | Francia       | Renuncia el 3 de abril de 2012  |
| Green Comm Racing         | Real Club Náutico de Valencia            | España        | Renuncia el 17 de abril de 2012 |
| China Team                | Meĭ Fań Yacht Club                       | China         | Renuncia el 12 de junio de 2012 |
| Energy Team               | Club de Yates de Francia                 | Francia       | Renuncia el 1 de agosto de 2012 |
| White Tiger Challenge     | Sail Korea Yacht Club                    | Corea del Sur | Renuncia el 21 de marzo de 2013 |
| Artemis Racing            | Kungliga Svenska Segelsällskapet         | Suecia        |                                 |
| Team New Zealand          | Real Escuadrón de Yates de Nueva Zelanda | Nueva Zelanda |                                 |
| Luna Rossa Challenge 2013 | Círculo de Vela Sicilia                  | Italia        |                                 |

Por lo tanto, llegado el momento de iniciar la Copa Louis Vuitton, como se denominaron nuevamente las Challenger Selection Series por motivos de patrocinio, el 4 de julio de 2013, solamente compitieron tres clubes y el vencedor fue el Real Escuadrón de Yates de Nueva Zelanda con su equipo, el Team New Zealand.

## Competición
La Copa América 2013 comenzó el 7 de septiembre de 2013, pero unos días antes el comité de regatas penalizó al Club de Yates Golden Gate con la pérdida de dos puntos por haber hecho trampas en el barco durante un entrenamiento en 2012. Por ello, al ser la competición al mejor de 17 regatas, el Real Escuadrón de Yates de Nueva Zelanda (Team New Zealand) solo necesitaba ganar 9 regatas, mientras que el Club de Yates Golden Gate (Oracle Team USA) necesitaba ganar 11.   
| Fecha                    | Vencedor         | Perdedor         | Delta | Marcador |
| ------------------------ | ---------------- | ---------------- | ----- | -------- |
| Inicio^                  | Team New Zealand | Oracle Team USA  |       | 0-(-2)   |
| 7 de septiembre de 2013  | Team New Zealand | Oracle Team USA  | 0:36  | 1-(-2)   |
| 7 de septiembre de 2013  | Team New Zealand | Oracle Team USA  | 0:52  | 2-(-2)   |
| 8 de septiembre de 2013  | Team New Zealand | Oracle Team USA  | 0:29  | 3-(-2)   |
| 8 de septiembre de 2013  | Oracle Team USA  | Team New Zealand | 0:08  | (-1)-3   |
| 10 de septiembre de 2013 | Team New Zealand | Oracle Team USA  | 1:05  | 4-(-1)   |
| 12 de septiembre de 2013 | Team New Zealand | Oracle Team USA  | 0:47  | 5-(-1)   |
| 12 de septiembre de 2013 | Team New Zealand | Oracle Team USA  | 1:06  | 6-(-1)   |
| 14 de septiembre de 2013 | Oracle Team USA  | Team New Zealand | 0:52  | 0-6      |
| 15 de septiembre de 2013 | Oracle Team USA  | Team New Zealand | 0:47  | 1-6      |
| 15 de septiembre de 2013 | Team New Zealand | Oracle Team USA  | 0:17  | 7-1      |
| 18 de septiembre de 2013 | Team New Zealand | Oracle Team USA  | 0:15  | 8-1      |
| 19 de septiembre de 2013 | Oracle Team USA  | Team New Zealand | 0:31  | 2-8      |
| 20 de septiembre de 2013 | Oracle Team USA  | Team New Zealand | 1:24  | 3-8      |
| 22 de septiembre de 2013 | Oracle Team USA  | Team New Zealand | 0:23  | 4-8      |
| 22 de septiembre de 2013 | Oracle Team USA  | Team New Zealand | 0:37  | 5-8      |
| 23 de septiembre de 2013 | Oracle Team USA  | Team New Zealand | 0:33  | 6-8      |
| 24 de septiembre de 2013 | Oracle Team USA  | Team New Zealand | 0:27  | 7-8      |
| 24 de septiembre de 2013 | Oracle Team USA  | Team New Zealand | 0:54  | 8-8      |
| 25 de septiembre de 2013 | Oracle Team USA  | Team New Zealand | 0:44  | 9-8      |

^El Oracle Team USA partió con una desventaja de 2 puntos debido a una penalización del comité de regatas. 
El equipo Oracle Team USA, del Club de Yates Golden Gate, con su yate "Oracle Team USA 17" venció por 9-8 al yate "New Zealand Aotearoa" del equipo Team New Zealand, del Real Escuadrón de Yates de Nueva Zelanda en la última y definitiva regata celebrada el 25 de septiembre de 2013 tras remontar un marcador adverso de 8-1 que necesitó de 8 victorias en las últimas 8 regatas de la competición.